# Uronska kiselina
Uronske kiseline su klasa šećernih kiselina sa karbonilnom i karboksilnom funkcionalnom grupom. One su šećeri u kojima je terminalna hidroksilna grupa oksidovana do karboksilne kiseline. Oksidacija terminalnog aldehida dovodi do formiranja aldonske kiseline, dok oksidacija terminalne hidroksilne i aldehidne grupe proizvodi aldarinsku kiselinu. Imena uronskih kiselina su generalno bazirana na njihobom roditeljsom šećeru, na primer, uronsko kiselinski analog glukoze je glukuronska kiselina. Uronske kiseline izvedene iz heksoza su poznate kao heksuronske kiseline, a uronske kiseline izvedene iz pentoza su poznate kao penturonske kiseline.

## Primeri
Neka od tih jedinjenja imaju važne biohemijske funkcije; na primer, mnogi otpadni materijali u ljudskom telu se izlučuju u urinom u obliku glukuronatnih soli, i iduronskih kiselina je komponenta strukturnih kompleksa kao što su proteoglikani.

## Spoljašnje veze
- Uronic+Acids на 
- Synthesis at chembio.uoguelph.ca Архивирано на веб-сајту  (24. октобар 2014)